# Socialdemòcrates (Irlanda)
Els Socialdemòcrates (Social Democrats en anglés; Na Daonlathaithe Sóisialta en irlandés) és un partit polític de centre-esquerra present a Irlanda. Es va fundar el 15 de juliol de 2015 a partir de l’aliança tres parlamentaris independents: Stephen Donnely, Catherine Muyphy i Róisín Shortall. Les actuals líders són Murphy i Shortall.

## Història
Els Socialdemòcrates començaren a caminar amb un colideratge entre els tres membres fundadors. Róisín Shortall es una antiga parlamentària del Partit Laborista i antiga secretària d’Estat d’atenció primària. Dimití del seu rol governamental i com a membre del partit el mes de setembre de 2012, a causa de, segons ella, la falta de suport i la falta d’explicació del Ministre de Salut del moment, James Reilly, per manar la construcció d’un nou centre d’atenció primària en el seu districte electoral. Catherine Murphy fou una exitosa membre del Partit dels Treballadors, l’Esquerra Democràtica i del Partit Laborista abans de ser elegida com a Teachta Dála independent l’any 2005. Stephen Donnelly entrà en política com a TD independent a les eleccions generals de 2011. Tant Murphy con Donelly eren membres del grup mixt en el 31r Dáil.
El partit presentà catorze candidats i candidates en les eleccions generals de 2016, incloent-hi l’antic senador laborista James Haffernan. Els resultats obtinguts permeteren formar un grup parlamentari tècnic amb el Partit Verd.
El 5 de setembre de 2016, Stephen Donnely dimití com a co-líder i abandonà el partit, declarant que ho feia «amb gran tristesa, havent investit tant junts els seus companysparlamentaris, Catherine i Roísi, un xicotet equip i molts voluntaris al llarg del país, en l'establiment dels Socialdemòcrates en els últims 20 mesos», però referint-se a la seua relació amb les altres co-líders com que «algunes relacions simplement no funcionen». El 2 de febrer de 2017 entrà al Fianna Fáil.
En maig de 2019, 19 dels 58 candidats i candidats del partit en les seues primeres eleccions locals foren triats. Així com, en les eleccions generals de 2020, el partit aconseguí presentar un candidat en 20 districtes electorals dels 39 existents i pogueren augmentar els seus escons fins als 6 TD.

## Ideologia i polítiques
En el llançament del partit, els tres parlamentaris exposaren el seu suport pel model nòrdic de socialdemocràcia, donant suport al rebuig de la huitena esmena, la llei de Secrets oficials i als càrregues impositives extra sobre el consum d’aigua.
El programa electoral de les eleccions de 2016 enumerada una sèrie de compromisos sobre «tres àrees principals»:
- Polítiques que donen suport a una societat sana, inclusiva i progressista.
- Polítiques que asseguren una economia estable, forta i vibrant, i que done suport a les pimes amb la mateixa vigoristat que s’ajuda a les empreses multinacionals.
- Polítiques que facen més transparents i receptius a la ciutadania la política i el govern.[11]

També dona suport a la permanència d’Irlanda a la Unió Europea i de reformar el sistema d’elecció de l’alcalde de Dublin i aconseguir una elecció directa.

### Polítiques sanitàries
Una de les polítiques principals proposades pel partit és la de Sláintecare, un servei de salut nacional per Irlanda. Sláintecare és un pla totalment pressupostat per un servei públic de salut universal i únic a la República. Aquest pla es va desenvolupar en un comitè interpartidista de l’Oireachtas presidit per Róisín Shortall, i l’informe es publicà el mes de maig de 2017 i es pot considerar la primera vegada que hi ha un consens entre els diferents partits irlandesos per proposar un nou model de sanitat a Irlanda. Entre les polítiques que inclou el pla hi trobem la baixada dels preus dels medicaments o un augment de la despesa en salut mental.

### Polítiques d'habitatge
Els socialdemòcrates han fet l’accés universal a habitatge assequible una prioritat pel seu partit. El mes de maig de 2017, elpartit va presentar la llei de Regeneració Urbana i d’Habitatge per eliminar les llacunes legals presents en l’impost de terra buida i incrementar les multes pels promotors que acumulen terrenys. Així mateix, en gener de 2018 va demanar la congelació nacional del preu de lloguer i en desembre de 2019 va presentar una moció de no confiança contra el ministre d’habitatge Eoghan Murphy.

### Polítiques socials
El partit ha presentat legislació en igualtat d’accès i en contra de la discriminació religiosa així com per l'extensió de la baixa parental. El partit també va posicionar a favor de rebutjar la huitena esmena en el referèndum del 25 de maig de 2018.

### Anticorrupció
Els socialdemòcrates han demanat l'establiment d’una agència anticorrupció independent per lluitar contra el frau i la corrupció empresarial i política.

## Resultats Electorals.

### Dáil Éireann
| Any  | Líder                                            | Vots (1ra Pref.) | %     | Pos. | Escons   | +/- | Govern         |
| ---- | ------------------------------------------------ | ---------------- | ----- | ---- | -------- | --- | -------------- |
| 2016 | Stephen Donelly Catherine Murphy Róisín Shortall | 64.094           | 3,0%  | 7é   | 3 / 158  | -   | Oposició       |
| 2020 | Catherine Murphy Róisín Shortall                 | 63.387           | 2,9%  | ▲5è  | 6 / 160  | ▲3  | Oposició       |
| 2024 | Holly Cairns                                     | 106,028          | 4.81% | ▲4t  | 11 / 174 | ▲5  | Per determinar |

### Locals
| Any  | Vots (1ra pref.) | %          | Regidors | +/- |
| ---- | ---------------- | ---------- | -------- | --- |
| 2019 | 39.644           | 2,28% (#6) | 19 / 949 | Nou |
| 2024 | 63,273           | 3.4 (#5)   | 35 / 949 | ▲16 |

### Parlament europeu
| Any  | Líder                            | Vots (1ra pref.) | %         | Escons | +/- | Grup Europeu |
| ---- | -------------------------------- | ---------------- | --------- | ------ | --- | ------------ |
| 2019 | Catherine Murphy Róisín Shortall | 20,331           | 1,2 (#8)  | 0 / 13 | Nou | -            |
| 2024 | Holly Cairns                     | 51,571           | 2.95 (#9) | 0 / 14 | -   | -            |